# فيبو فالينتيا

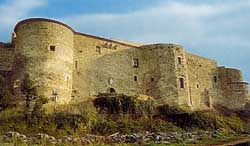
Castello normanno - svevo

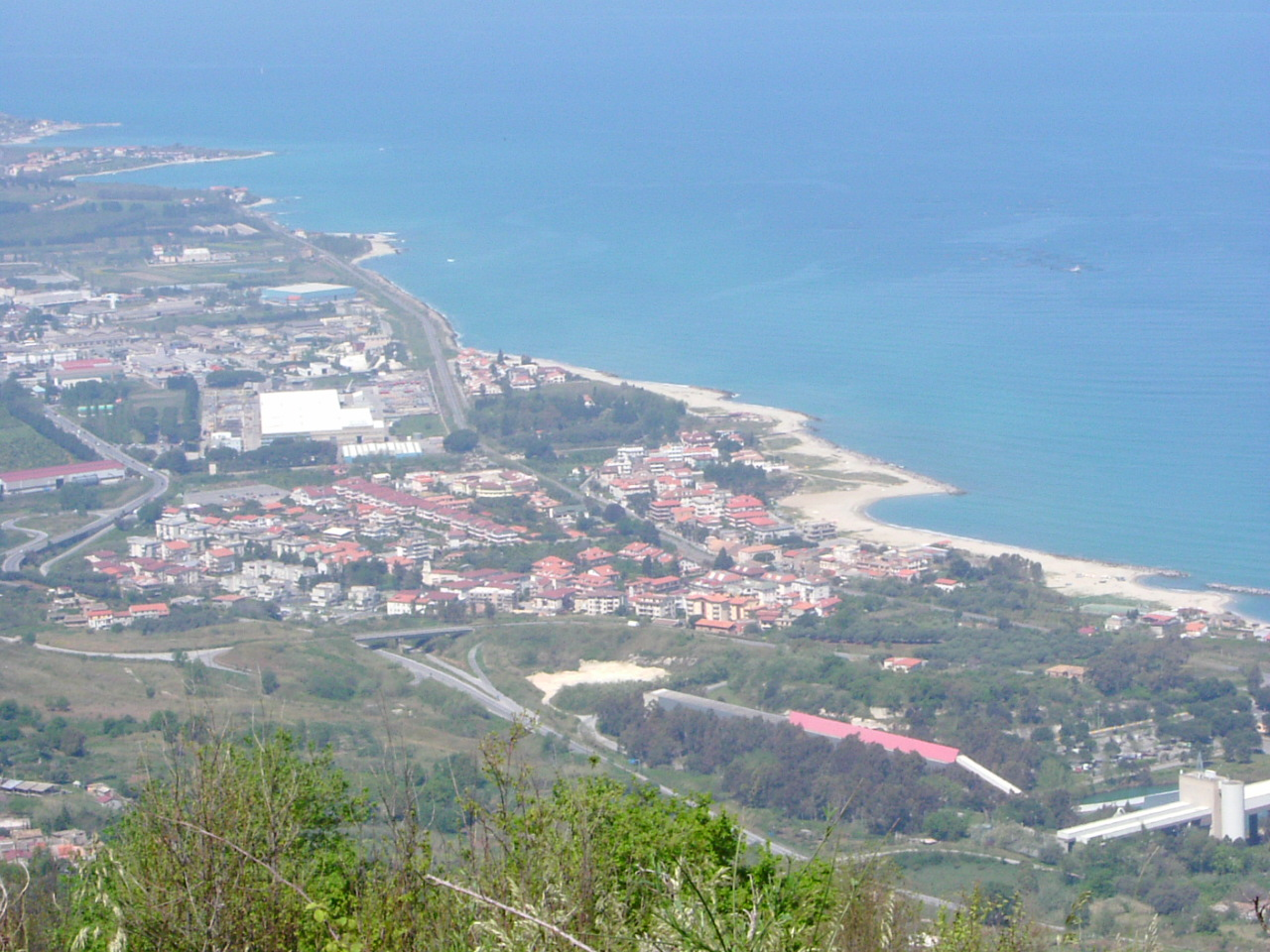
Frazione di Bivona

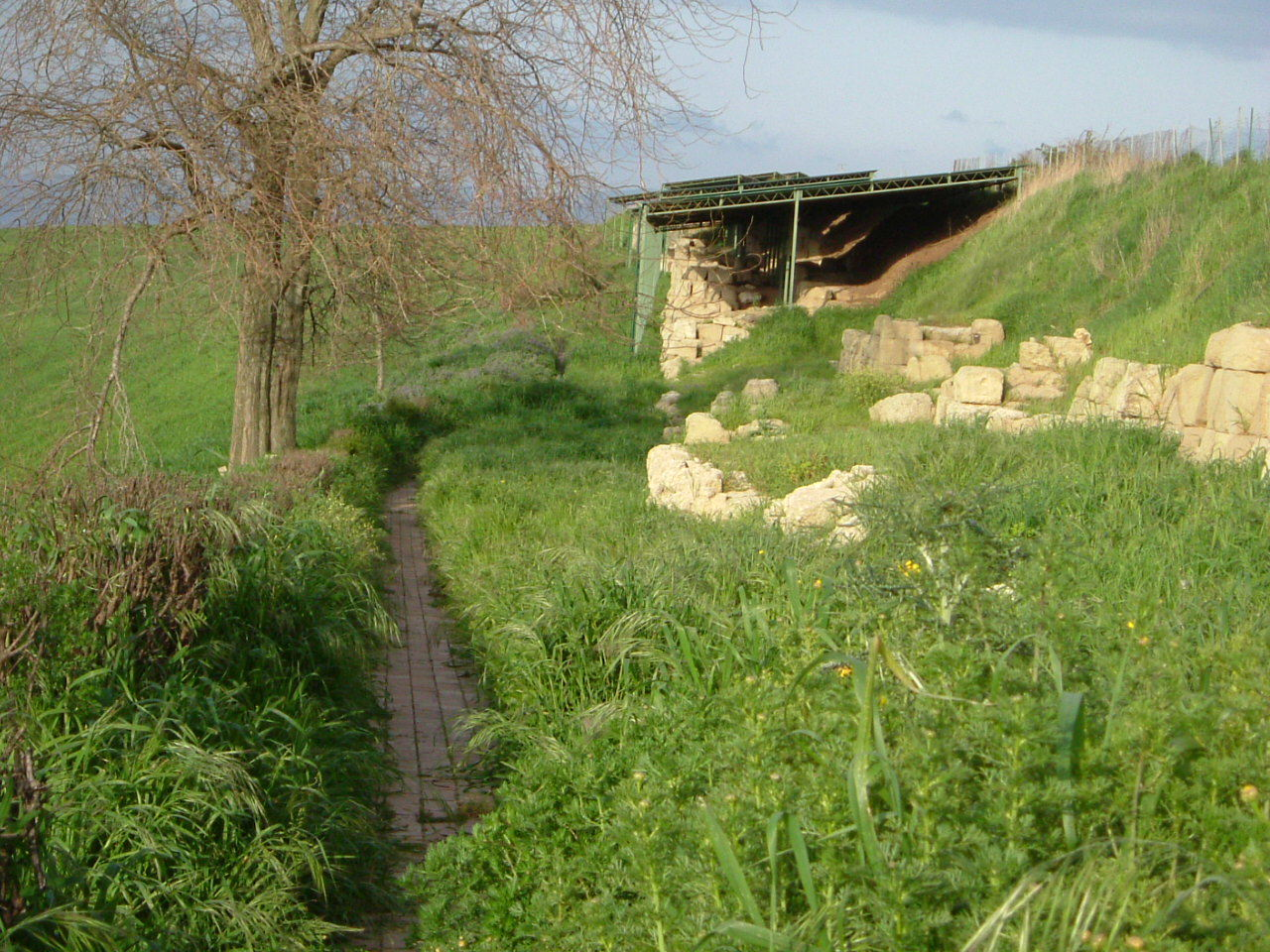
Mura Greche

فيبو فالينتيا (بالإنجليزية: Vibo Valentia)‏، مدينة إيطالية في إقليم كالابريا جنوبي البلاد، بالقرب من البحر التيراني. وعاصمة مقاطعة فيبو فالينتيا، وهي مركز زراعي وتجاري وسياحي (أشهر الأماكن القريبة تروبيا وريكادي وبيتسو). وهناك أيضا العديد من الصناعات الهامة، وهنا توجد منطقة ماييراتو للتونة. مرفأ فيبو مارينا مهم جداً للاقتصاد المحلي. عدد سكانها 33.825 نسمة.

## السكان
في سنة 1861 بلغ عدد السكان 11٬566 نسمة، وتطور العدد ليصل في سنة 2011 لـ 33٬357 نسمة.
يظهر هذا المخطط البياني تطور النمو السكاني لـ فيبو فالينتيا

## التاريخ
كانت فيبو فالينتيا في الأصل مستعمرة إغريقية تسمى Hipponion. وأسست على الأرجح حوالي أواخر القرن السابع قبل الميلاد، من قبل سكان لوكري، مدينة رئيسية في Magna Graecia، جنوب الغرب من فيبو فالينتيا على البحر الأيوني. ذكر ديودوروس سيكولوس أن ديونيسيوس الأول طاغية سيراقوسة استولى على المدينة في سنة 388 قبل الميلاد، والذي أبعد جميع السكان. رجع السكان في عام 378 قبل الميلاد، بمساعدة القرطاجيين. في السنوات التالية ساد البروتيون على هيبونيون، الذين سيطروا على أغلب كالابريا. بعد أن سقطت المدينة بيد روما تمت لاتينة الاسم إلى Hipponium. صبحت المدينة أمستعمرة رومانية في عام 194 قبل الميلاد باسم فيبو فالينتيا. بعد مرحلة من الازدهار خلال أواخر الجمهورية والإمبراطورية المبكرة، هُجرت المدينة بشكل شبه كامل بعد سقوط الإمبراطورية الرومانية. في عام 1070 بنى النورمان قلعة في موقع الأكروبولس القديم، وفي عام 1235 أنشأ فريدريك الثاني الإمبراطور الروماني المقدس وملك صقلية مدينة جديدة باسم Monteleone. ولم تسترجع المدينة اسمها الروماني القديم فيبو فالينتيا إلا في عام 1928.

## توأمة
لفيبو فالينتيا اتفاقيات توأمة مع كل من:
- كورليوني
- رودا شلاسكا
- فرنياتشكا بانيا
- كراكوف
- عنتاب

## أعلام
- سيرجيو فلوكاري
- نيكولا اسكولي
- جيوفاني باريزي